# Medinilla lorata
Medinilla lorata är en tvåhjärtbladig växtart som beskrevs av Otto Stapf. Medinilla lorata ingår i släktet Medinilla och familjen Melastomataceae. Inga underarter finns listade i Catalogue of Life.